# 化学计量学
化学计量学（chemometrics）是一门应用数学、统计学和计算机技术的原理和方法来处理化学数据的学问，它是分析化学的三级学科，化学计量学可以优化化学量测过程，并从化学量测数据中最大限度地提取有用的化学信息，与其他以理论计算的化学分支如量子化学不同的是，化学计量学是以化学实验数据为基础的学科，其一切理论和方法都是建立在试验数据的基础上的。

## 概念与应用
国际化学计量学学会给化学计量学作出了如下的定义：
化学计量学是一门通过统计学或数学方法将对化学体系的测量值与体系的状态之间建立联系的学科。
化学计量学的研究覆盖了很广泛的范围，其所涉及的不同方法均可以应用于化学。化学计量学可以应用于优化实验方法以获得较好的实验数据（如实验参数的最优化、实验设计、信号处理等）；同时化学计量学还可以从这些数据中获取有用的信息（如数据的统计处理、模式识别、模拟等）。
总之，化学计量学的任务就是尽量在其所研究的方法与这些方法在化学中的应用之间建立一种联系。

## 化学计量学的兴起

### 兴起的背景
- 计量经济学的产生：1920年代开始的大萧条时代对西方经济体系产生了严重的冲击，同时也冲击到了传统的经济学领域，一些经济学家试图引入数学和统计学的方法研究和分析经济现象，以期避免经济的剧烈周期性波动。他们引入了数学中的主成分分析、因子分析等方法，对经济走势、股票价位等海量信息进行处理，获得了空前的成功。
- 仪器分析技术的发展：进入20世纪之后，随着物理学和工程技术的发展，化学科学发生了质的变化，从早期的描述性的定性学科，逐渐转变为定量科学，各种光谱、质谱、核磁共振谱、光度分析等技术的产生和分析仪器的出现更是将化学的定量程度和精确性带到一个新的阶段，同时也产生了大量的数据，如何处理和应用这些由仪器产生的海量数据成为化学家面临的一个难题

### 化学计量学的产生
化学计量学的产生始于计量学与化学数据的结合。化学领域出现的海量数据与此前在经济学领域出现的海量数据具有相似性，这提示化学家们应用计量经济学的处理方法来处理化学问题，1960年代，Crawford以及Morrison以计量学方法处理质谱数据取得成功，证明了化学数据也就有“结构”的，而且可以利用这种内在结构获得有用的信息，从此开启了化学计量学的大门。但是他们应用的方法还仅仅是计量经济学方法的简单移植，虽然取得成功但并非最适合化学数据的处理方法。
1972年Bruce Kowalski发展了适应于化学数据的处理方法“线性学习机器”程序，这是一套全新的并专门适用于化学领域的方法，这个方法的诞生标志着化学计量学的产生。同年，Svante wold根据化学与测量学的英文单词创造了chemometrics一词，即中文的化学计量学。
1974年，国际化学计量学学会成立，标志着化学计量学作为一门新型学科得到了国际学术界的承认。

### 化学计量学的发展
随着计算科学和化学分析的发展，人们对物质世界的认识越来越深刻，各种测量手段层出不穷，人们面对的测量数据也越来越多，电子计算机的出现和迅速发展更是极大地刺激了化学计量学的发展。现在的化学计量学不仅仅应用于多维化学数据的处理，还与化学工程相结合，为化学工程优化决策提供理论指导；与药物化学相结合研究定量构效关系，是合理药物设计的一个理论基础。

## 化学计量学方法
- 早期的化学计量学处理数据应用的都是计量经济学的方法如：主成分分析法、因子分析、典型相关性方法等
- 1970年代出现了线性学习机器、非线性映射等方法转么用于处理化学数据
- 1980年代微型计算机逐渐普及，出现了专家系统和数据库技术
- 1990年代出现了人工神经网络、模拟退火算法、遗传算法等方法
- 中文化学计量计算器